# Jeon Won-woo
Jeon Won-woo (tiếng Triều Tiên: 전원우, sinh ngày 17 tháng 7 năm 1996), thường được biết đến với nghệ danh Wonwoo (tiếng Triều Tiên: 원우), là một nam ca sĩ người Hàn Quốc, thành viên của nhóm nhạc SEVENTEEN ra mắt vào 26 tháng 5 năm 2015 trực thuộc Pledis Entertainment và thuộc HipHop Team của nhóm.

## Tiểu sử
Wonwoo sinh ngày 17 tháng 7 năm 1996 tại Changwon, Gyeongsangnam, Hàn Quốc. Có tên Trung Quốc "Viên Hựu" là viết tắt của "Circle, Help", có nghĩa là "Giúp đỡ người khác với một trái tim trọn vẹn và khoan dung". Gia đình bao gồm cha mẹ và một em trai.
Tốt nghiệp trường trung học biểu diễn nghệ thuật Seoul (SOPA) vào ngày 11 tháng 2 năm 2015.

## Sự nghiệp

### 2012-2015: Thực tập sinh
Vào năm 2012, Wonwoo đã xuất hiện trong MV âm nhạc của bài hát đầu tay của NU'EST <FACE> với S.coups, Hoshi, Mingyu và Woozi; Cũng xuất hiện trong MV debut của Hello Venus <Venus> với Hoshi, Mingyu và Woozi.
Năm 2013, công ty Pledis bắt đầu phát sóng một chương trình trực tiếp có tên 17TV trên web online trực tuyến UStream. Trong suốt thời gian lên sóng, các fans đã được mời đến phòng tập của Seventeen để tận mắt theo dõi quá trình thực tập của họ. Các thực tập sinh lần được ra mắt công chúng qua các "seasons" khác nhau của chương trình, một số thực tập sinh khác lại kết thúc quá trình đào tạo của họ sau các concert "Like SEVENTEEN" và Wonwoo tham gia vào mùa đầu tiên. Khi còn là thực tập sinh, anh ấy đã tham gia nhiều buổi biểu diễn để tích lũy kinh nghiệm sân khấu và sau khoảng thời gian luyện tập(4 năm), anh ấy đã ra mắt cùng với Seventeen (nhóm nhạc).. Cùng cuối năm đó, trong SBS Ballads Wonwoo đã cùng với S.coups, Hoshi, DK, Vernon xuất hiện trên sân khấu của Hello Venus.
Trong năm 2014,trên  KBS Gayo Daechukje  Wonwoo và Nayoung (PRISTIN) làm vũ công trên sân khấu <A Midsummer Night's Sweetness> cho San E và Raina và anh cũng xuất hiện trên sân khấu của San E và Raina cùng với S.coups, Jun, Wonwoo, Mingyu và Vernon..

### 2015-nay: SEVENTEEN
Vào ngày 26 tháng 5 năm 2015, Wonwoo cùng với các thành viên S.coups, Jeonghan, Joshua, Jun, Hoshi, Woozi, The8, DK, Mingyu, Seungkwan, Vernon và Dino đã ra mắt với tư cách là nhóm nhạc nam SEVENTEEN thông qua một showcase trực tiếp kéo dài 1 tiếng trên kênh truyền hình lớn MBC, do Lizzy và Raina của After School làm MC. Trong tập thứ 7 của chương trình "SEVENTEEN Project: Debut Big Plan" trên kênh truyền hình MBC, nhóm đã ra mắt mini album đầu tiên "17 CARAT", và Wonwoo là thành viên của Hiphop Team
Vào ngày 3 tháng 6 năm 2016, Pledis đã thông báo rằng Wonwoo được chẩn đoán bị viêm dạ dày cấp tính và hủy lịch trình tiếp theo. Vào ngày 15 tháng 6, Pledis Entertainment thông báo rằng Wonwoo đã hoàn thành ghi âm và quay video âm nhạc của album, nhưng sẽ không tham gia vào các hoạt động vì lý do sức khỏe. Sau hai tháng nghỉ ngơi, Wonwoo sẽ trở lại tour diễn của nhóm vào ngày 30 tháng 7 trong tour diễn châu Á "Like SEVENTEEN - Shining Diamond".

## Sáng tác

### Sáng tác bài hát
Tên đăng ký theo Hiệp hội Bản quyền Âm nhạc Hàn Quốc là "전원우" hoặc "Jeon Won Woo", số đăng ký là 10009927.
In đậm ca khúc chủ đề của album

| Ngày phát hành           | Bao gồm các album           | Tên bài hát                 | Số bài hát   | Lời |
| ------------------------ | --------------------------- | --------------------------- | ------------ | --- |
| 29 tháng 5 năm 2015      | 《17 Carat》                | Ah Yeah                     | 100001106530 | ✓   |
| Ngày 10 tháng 9 năm 2015 | 《Boys Be》                 | Fronting（표정관리）        | 100001134937 | ✓   |
| Ngày 10 tháng 9 năm 2015 | 《Boys Be》                 | MANSAE 만세                 | 100001134942 | ✓   |
| Ngày 10 tháng 9 năm 2015 | 《Boys Be》                 | ROCK                        | 100001134954 | ✓   |
| Ngày 25 tháng 4 năm 2016 | 《Love & Letter》           | Chuck（엄지척）             | 100001340053 | ✓   |
| Ngày 25 tháng 4 năm 2016 | 《Love & Letter》           | Still Lonely（이놈의 인기） | 100001340080 | ✓   |
| Ngày 25 tháng 4 năm 2016 | 《Love & Letter》           | MANSAE (Hip-hop Team Ver.)  | 100001340142 | ✓   |
| Ngày 25 tháng 4 năm 2016 | 《Love & Letter》           | Love Letter（사랑쪽지）     | 100001340105 | ✓   |
| Ngày 4 tháng 7 năm 2016  | 《Love & Letter Repackage》 | NO F.U.N                    | 100001362711 | ✓   |
| Ngày 4 tháng 7 năm 2016  | 《Love & Letter Repackage》 | Space（끝이 안보여）        | 100001363043 | ✓   |
| Ngày 5 tháng 12 năm 2016 | 《Going Seventeen》         | BOOMBOOM（붐붐）            | 100001361451 | ✓   |
| Ngày 5 tháng 12 năm 2016 | 《Going Seventeen》         | Lean On Me（기대）          | 100001361452 | ✓   |
| Ngày 22 tháng 5 năm 2017 | 《Al1》                     | Check-In                    | 100001586643 | ✓   |
| Ngày 6 tháng 11 năm 2017 | 《Teen, Age》               | TRAUMA                      | 100001731899 | ✓   |
| Ngày 6 tháng 11 năm 2017 | 《Teen, Age》               | Flower                      | 100001731904 | ✓   |
| Ngày 6 tháng 11 năm 2017 | 《Teen, Age》               | Campfire（캠프파이어）      | 100001731914 | ✓   |
| Ngày 16 tháng 7 năm 2018 | 《You Make My Day》         | Oh My!（어쩌나）            | 100002221413 | ✓   |
| Ngày 16 tháng 7 năm 2018 | 《You Make My Day》         | Holiday                     | 100002221419 | ✓   |
| Ngày 16 tháng 7 năm 2018 | 《You Make My Day》         | What's Good                 | 100002221429 | ✓   |
| Ngày 16 tháng 7 năm 2018 | 《You Make My Day》         | Our Dawn Is Hotter Than Day | 100002221451 | ✓   |
| Ngày 21 tháng 1 năm 2019 | 《You Made My Dawn》        | Chilli(칠리)                | 100002420897 | ✓   |

#### Khác
| Ngày phát hành          | Concert                                                      | Tên bài hát        | Số bài hát   | Lyric |
| ----------------------- | ------------------------------------------------------------ | ------------------ | ------------ | ----- |
| Ngày 2 tháng 4 năm 2018 | 《'2017 SEVENTEEN 1st World Tour Concert Diamond Edge' DVD》 | JOKER              | 100001846161 | ✓     |
| Ngày 2 tháng 4 năm 2018 | 《'2017 SEVENTEEN 1st World Tour Concert Diamond Edge' DVD》 | MMO                | 100001846160 | ✓     |
| Ngày 2 tháng 4 năm 2018 | 《'2017 SEVENTEEN 1st World Tour Concert Diamond Edge' DVD》 | What's The Problem | 100001846162 | ✓     |

## Phim và truyền hình

### Video âm nhạc
| Năm  | Ngày phát hành | Tên bài hát | Ca sĩ       | Thành viên tham gia           |
| ---- | -------------- | ----------- | ----------- | ----------------------------- |
| 2012 | 14 tháng 3     | FACE        | NU'EST      | S.coups, Hoshi, WOOZI, Mingyu |
| 2012 | Ngày 8 tháng 5 | Venus       | Hello Venus | Hoshi, WOOZI, Mingyu          |

## Giải thưởng

### Giải thưởng nhóm
| Năm                    | Mục                                                             | Giải thưởng           | Lớp                   |
| Đại hội thể thao Idol  | Đại hội thể thao Idol                                           | Đại hội thể thao Idol | Đại hội thể thao Idol |
| ---------------------- | --------------------------------------------------------------- | --------------------- | --------------------- |
| Tết trung thu 2015     | Tiếp sức điền kinh 400m nam (Wonwoo, Mingyu, Jeonghan, S.coups) | Huy chương bạc        | 1 phút 58 giây 72     |
| Đặc biệt tết xuân 2017 | Tiếp sức điền kinh 400m nam (Wonwoo, Jeonghan, Mingyu, S.coups) | Huy chương vàng       | 1 phút và 53 giây     |